# 下海浦
下海浦是上海曾經存在的一條河流，大致位於吳淞江北岸的虹口。位於虹口的下海廟得名自下海浦。下海浦原來是吴淞江流域河流，黃浦奪淞後，下海浦流入黄浦江。後來下海浦由於淤塞严重，清朝光绪二十六年（1900年）後，上海公共租界工部局開始分階段填埋下海浦，並在下海浦原址修建道路。1922年，下海浦填河造路工程全部结束。